# Ugarsko-Hrvatsko Kraljevstvo
Ugarsko-Hrvatsko Kraljevstvo ili Hrvatsko-Ugarsko Kraljevstvo historiografska je sintagma koja označava državnu zajednicu Kraljevine Ugarske i Hrvatskoga Kraljevstva. Zajednica je nastala 1102. godine, kada je ugarski kralj Koloman izabran za hrvatsko-dalmatinskoga kralja.
Hrvatsko Kraljevstvo sačuvalo je »državno-političku posebnost i položaj zasebnoga kraljevstva unutar kraljevske titulature«. Samo prva dva ugarsko-hrvatska kralja – Koloman i njegov sin Stjepan II. – imala su posebnu krunidbu za hrvatskoga kralja.
U hrvatskim zemljama kraljev zamjenik bio je ban koji je vlast dijelio sa Saborom. Hrvatsko Kraljevstvo u narednim je stoljećima više puta djelovalo na Ugarsku kao samostalno tijelo (takav su primjer Cetinski sabor iz 1527. i Hrvatska pragmatička sankcija iz 1712.), pritom ističući svoju neovisnost i posebnost.
Ugarski reformni pokret i hrvatski narodni preporod potakli su prve veće napetosti između Hrvatskoga Kraljevstva i Kraljevine Ugarske. Hrvatski sabor prekinuo je sve državno-pravne odnose s Ugarskom za vrijeme revolucije iz 1848. godine. Zajednica dvaju kraljevstava obnovljena je Hrvatsko-ugarskom nagodbom iz 1868. godine, ali je raskinuta 1918. godine raspadom Austro-Ugarske Monarhije. Službeno je dokinuta Trinanonskim ugovorom iz 1920. godine.